# سمسار تأمين
سمسار تأمين  أو وسيط تأمين  في الاقتصاد (بالإنجليزية: Insurance broker) يتوسط سمسار التامين بين شركات التأمين والأفراد . وهو ليس وكيل تأمين insurance agent يتبع شركة تأمين معينة ولكنه حر ويقوم بمساعدة الشخص الذي يشتري منه البوليصة، وفي نظير ذلك يدفع له مشتري البوليصة أجره . هذا بعكس وكيل التأمين الذي يتبع شركة التأمين ويتلقى أجره من الشركة نفسها وليس من مشتري البوليسة.